# Lonchodes geniculatus
Lonchodes geniculatus är en insektsart som beskrevs av Gray, G.R. 1835. Lonchodes geniculatus ingår i släktet Lonchodes och familjen Phasmatidae. Inga underarter finns listade i Catalogue of Life.